# جوديث فيسلي
جوديث فيسلي مواليد 3 مارس 1978 في بودابست، هي لاعبة كرة يد مجرية سابقة. حصلت مع فريقها على المركز الثالث في كأس المجر سنة 2003.